# ブレニム (競走馬)
ブレニム（Blenheim、1927年 - 1958年）はイギリスの競走馬・種牡馬である。

## 概要
1929年、2歳時にデビュー。デビュー戦のマントンプレートから、スピーディプレート・ニューステークス・ホープフルステークスまで4連勝した後、3戦連続2着という成績を残した。
翌1930年、3歳初戦のグリーナムステークスは惨敗、2戦目の2000ギニーは4着に終わったが、6月4日、3戦目のダービーステークスを優勝。しかしそのレース中に負傷したため、ダービーステークスを最後に引退、種牡馬となった。
1936年、産駒のマームード (Mahmoud) がダービーステークスを優勝し、親子制覇を達成。同年、アメリカ合衆国のクレイボーン・ファーム、カルメット・ファーム、グリーンツリー・ファーム、ストナー・クリーク・スタッドを含むシンジケートに売却された。アメリカでは既に同名の馬がいたためブレニムII (Blenheim II) と呼ばれた。アメリカでもアメリカクラシック三冠馬ワーラウェイ (Whirlaway) を生み、1941年のリーディングサイアーに輝いている。
1958年に死亡。遺体はクレイボーン・ファームに埋葬されている。

## 代表産駒
- ジェットパイロット / Jet Pilot（1947年ケンタッキーダービー）
- ドナテッロ / Donatello（1937年デルビーイタリアーノ、ミラノ大賞典）
- ビッグヴイ / Big V（キヨタケ（1959年桜花賞）の父）
- マームード / Mahmoud（1936年ダービーステークス）
- ワーラウェイ / Whirlaway（1941年アメリカクラシック三冠）

### ブルードメアサイアーとしての代表産駒
- ウィストフル / Wistful（1949年ケンタッキーオークス、コーチングクラブアメリカンオークス）
- カウアイキング / Kauai King（1966年ケンタッキーダービー、プリークネスステークス）
- ナスルーラ / Nasrullah（1943年チャンピオンステークス、米リーディングサイアー4回、英愛リーディングサイアー1回）
- ルパイヨン / Le Paillon（1947年凱旋門賞）

## 血統表
| ブレニムの血統           | ブレニムの血統                                                                   | ブレニムの血統                                                                   | （血統表の出典）                                                                 | （血統表の出典） |
| 父系                     | （ブランドフォード系）                                                           | （ブランドフォード系）                                                           | （ブランドフォード系）                                                           | [ § 2 ]          |
| 父 Blandford 1919 黒鹿毛 | 父の父Swynford 1907 黒鹿毛                                                       | John o'Gaunt                                                                     | Isinglass                                                                        | Isinglass        |
| 父 Blandford 1919 黒鹿毛 | 父の父Swynford 1907 黒鹿毛                                                       | John o'Gaunt                                                                     | La Fleche                                                                        |                  |
| 父 Blandford 1919 黒鹿毛 | 父の父Swynford 1907 黒鹿毛                                                       | Canterbury Pilgrim                                                               | Tristan                                                                          | Tristan          |
| 父 Blandford 1919 黒鹿毛 | 父の父Swynford 1907 黒鹿毛                                                       | Canterbury Pilgrim                                                               | Pilgrimage                                                                       |                  |
| 父 Blandford 1919 黒鹿毛 | 父の母Blanche 1912 鹿毛                                                          | White Eagle                                                                      | Gallinule                                                                        | Gallinule        |
| 父 Blandford 1919 黒鹿毛 | 父の母Blanche 1912 鹿毛                                                          | White Eagle                                                                      | Merry Gal                                                                        |                  |
| 父 Blandford 1919 黒鹿毛 | 父の母Blanche 1912 鹿毛                                                          | Black Cherry                                                                     | Bendigo                                                                          | Bendigo          |
| 父 Blandford 1919 黒鹿毛 | 父の母Blanche 1912 鹿毛                                                          | Black Cherry                                                                     | Black Duchess                                                                    |                  |
| 母 Malva 1919 黒鹿毛     | 母の父Charle's O'Malley 1907 黒鹿毛                                              | Desmond                                                                          | St.Simon                                                                         | St.Simon         |
| 母 Malva 1919 黒鹿毛     | 母の父Charle's O'Malley 1907 黒鹿毛                                              | Desmond                                                                          | Labbesse de Jouarre                                                              |                  |
| 母 Malva 1919 黒鹿毛     | 母の父Charle's O'Malley 1907 黒鹿毛                                              | Goody Two-Shoes                                                                  | Isinglass                                                                        | Isinglass        |
| 母 Malva 1919 黒鹿毛     | 母の父Charle's O'Malley 1907 黒鹿毛                                              | Goody Two-Shoes                                                                  | Sandal                                                                           |                  |
| 母 Malva 1919 黒鹿毛     | 母の母Wild Arum 1911 黒鹿毛                                                      | Robert le Diable                                                                 | Ayrshire                                                                         | Ayrshire         |
| 母 Malva 1919 黒鹿毛     | 母の母Wild Arum 1911 黒鹿毛                                                      | Robert le Diable                                                                 | Rose Bay                                                                         |                  |
| 母 Malva 1919 黒鹿毛     | 母の母Wild Arum 1911 黒鹿毛                                                      | Marliacea                                                                        | Martagon                                                                         | Martagon         |
| 母 Malva 1919 黒鹿毛     | 母の母Wild Arum 1911 黒鹿毛                                                      | Marliacea                                                                        | Flitters F-No.                                                                   |                  |
| 母系(F-No.)              | (FN:1-e)                                                                         | (FN:1-e)                                                                         | (FN:1-e)                                                                         | [ § 3 ]          |
| 5代内の近親交配          | Isinglass 4×4=12.50% St. Simon 5×4=9.38% Isonomy 5×5×5=9.38% Galopin 5×5×5=9.38% | Isinglass 4×4=12.50% St. Simon 5×4=9.38% Isonomy 5×5×5=9.38% Galopin 5×5×5=9.38% | Isinglass 4×4=12.50% St. Simon 5×4=9.38% Isonomy 5×5×5=9.38% Galopin 5×5×5=9.38% | [ § 4 ]          |
| 出典                     | 1. 2. 3. 4.                                                                      | 1. 2. 3. 4.                                                                      | 1. 2. 3. 4.                                                                      | 1. 2. 3. 4.      |

- 半弟キングサーモン (King Salmon) は1934年のコロネーションカップ・エクリプスステークス勝ち馬。
- 全弟ヒズグレイス (His Grace) は1937年のコロネーションカップ勝ち馬。